# Hart bei Graz
Hart bei Graz là một đô thị thuộc huyện Graz-Umgebung bang Steiermark, nước Áo. Đô thị Hart bei Graz có diện tích 10,99 km², dân số thời điểm cuối năm 2008 là 4376 người.